# Comuna Velîka Luka
Velîka Luka (în ucraineană Велика Лука) este o comună în raionul Ternopil, regiunea Ternopil, Ucraina, formată din satele Hatkî și Velîka Luka (reședința).

## Demografie
Componența lingvistică a comunei Velîka Luka
     Ucraineană (99,84%)
     Alte limbi (0,16%)
Conform recensământului din 2001, majoritatea populației comunei Velîka Luka era vorbitoare de ucraineană (99,84%), existând în minoritate și vorbitori de alte limbi.